# Bematistes itumbana
Bematistes itumbana är en fjärilsart som beskrevs av Jordan 1910. Bematistes itumbana ingår i släktet Bematistes och familjen praktfjärilar. Inga underarter finns listade i Catalogue of Life.